# モリソニア
モリソニア（Mollisonia）は、カンブリア紀とオルドビス紀（約5億 - 4億8,000万年前）に生息したモリソニア類の化石節足動物の一属。発達した眼とほぼ同じ大きさの頭部と尾部をもつ、北アメリカと中国で見つかった複数の種が知られている。基盤的な鋏角類と考えられ、知られる中で最古の鋏角と書鰓的な構造をもつ。

## 名称
学名「Mollisonia」は、カナダのモリソン山（Mount Mollison）に因んで名付けられた。

## 形態

モリソニアのサイズ推定図

体長1cm前後から約8cm、円筒状の姿をした節足動物である。体は1枚の背甲に覆われる頭部、および分節した前7節と板状の尾部をもつ胴部からなる。2019年現在、詳細の付属肢（関節肢）構造は Mollisonia plenovenatrix のみによって知られている。

### 頭部

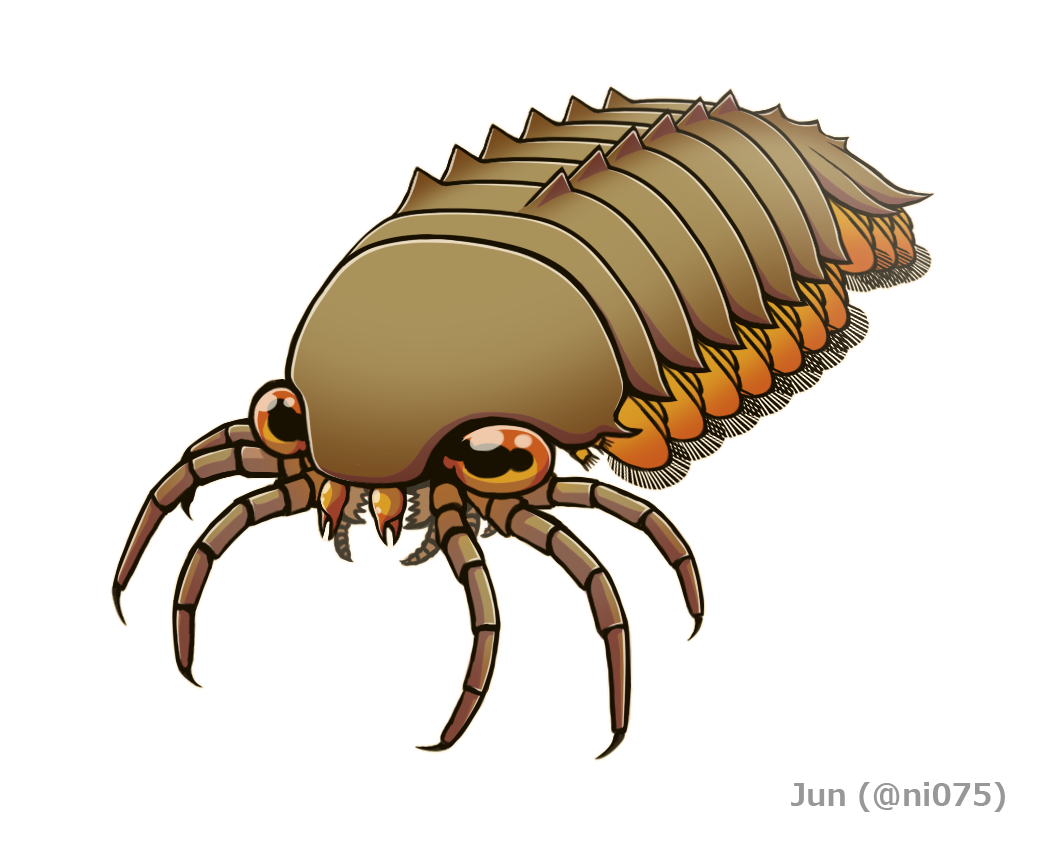
斜め正面から見たMollisonia plenovenatrix の全身復元図。1対の大きな眼と小さな鋏角が写る。

頭部（cephalon）の背側は丸い背甲（carapace, cephalic shield）に覆われ、前方の左右には1対の大きな眼を備えた窪みがある。付属肢は全て腹側に配置され、1対の鋏角、3対の歩脚型付属肢、および3対の顎基型付属肢という計7対が知られている。この頭部は、現生真鋏角類の前体（先節+第1-6体節）と後体第1節（第7体節）に対応とされる。
最初の付属肢である1対の鋏角は鋏状で小さく、少なくとも2節からなり、口はその間に開いたと考えられる。直後3対の単枝型付属肢は歩脚型で、7節の肢節に分かれ、そのうち2対目の第6肢節は前後の2対より少し長い。残り後3対の二叉型付属肢は大部分が大きな顎基（gnathobase）に構成され、短い内肢はおそらくその先端近くにあったと考えられる。この顎基型付属肢の背側には短い外肢（exopod）があり、その基部は顎基から分離したと考えられる。

### 胴部
胴部（trunk）の前7節は背板（tergite）が分節した胸部（thorax）で、後方数節（文献により4節もしくは3節とされる）は背板が癒合して頭部とほぼ同じ大きさの尾部（pygidium）を構成する。各体節の腹側には外肢のみ知られる1対の付属肢があり、丸みを帯びた鰭状で先端の縁に毛束が並んで、後ろは2枚ほどの葉状の構造体（lamellae）が畳まれ、単調な書鰓と思われる構造をなしている。胴部付属肢のうち胸部の7対はほぼ同じ大きさで、尾部の数対（文献により4対もしくは3対とされる）は後方ほど短い。この胴部は真鋏角類の後体第2節（第8体節）以降の体節に対応とされる。

### 内部構造
中枢神経系と消化管が知られている。大きな眼に内包される視神経は鋏角類らしからぬ複雑な構造で、むしろ大顎類に似た3つの神経網からなる（鋏角類は1つのみ）。頭部の付属肢神経は不明だが、脳を含んだ中枢神経系自体はメガケイラ類や真鋏角類に似て、すなわち全体が縦長いリング状で、途中の神経節は前後に広い食道孔で大きく左右に分かれている。胴部の腹神経索は同規的なはしご形で、各胸節に1つ、尾部に3つの神経節が配置される。胴部付属肢神経は各胴節の神経節に2対、尾部の神経節に各1対をもつ。消化管は体の直径の3分の1に及ぶほど幅広く、各胴節の左右に沿ってやや膨らんだ消化腺がある。

## 生態と分布

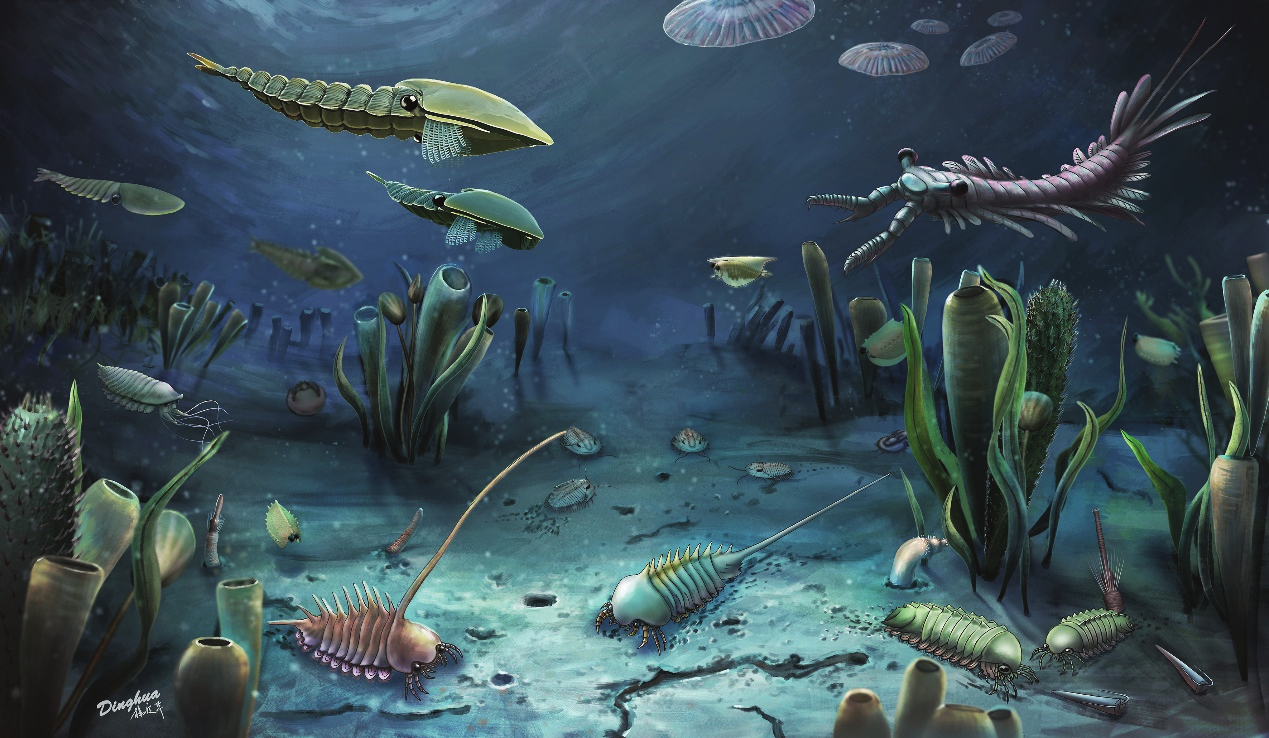
Linyi Lagerstätte の海底の生態復元図。右下に2匹のモリソニアが描かれている。

モリソニアは底生性の捕食者であり、頭部についた先頭の鋏角と後3対の顎基で餌をちぎり、その間にある3対の歩脚型付属肢で海底を歩いていたと考えられる。胴部付属肢は数枚の構造体により大きな表面積を生やし、鰓（書鰓）として用いられたことを示唆する。これにより、同じく基盤的な鋏角類とされるハベリア（全ての頭部/前体付属肢が摂食と感覚を担い、胴部付属肢で移動を担う）に比べると、モリソニアの付属肢はより現生鋏角類に近い機能分担を持っていたとされる（頭部/前体付属肢が同時に摂食と移動を担う）。
モリソニアは広い分布域をもち、カナダブリティッシュコロンビア州のバージェス頁岩（バージェス動物群、ウリューアン期）、アメリカユタ州の Wheeler Formation（ウリューアン期）、中国貴州省の Kaili Formation（カンブリア紀第四期）や Linyi Lagerstätte など、カンブリア紀の複数の堆積累層から発見される。2020年現在、正式に記載されたモリソニアの種は全て前述の堆積累層由来だが、オルドビス紀の堆積累層、すなわちモロッコの Fezouata Formation（トレマドッグ期 - フロー期）と グリーンランドの Bøggild Fjord Formation（トレマドッグ期）からも、同属と思われる未命名の化石標本が発見されている。

## 分類
バージェス頁岩で見つかた Mollisonia symmetrica と M. gracilis をはじめとして、モリソニアは20世紀初期（Walcott 1912）から既に記載された化石節足動物であるが、長い間にほぼ背側の外骨格（背甲と背板）のみ知られたため、節足動物での位置付けは不明であった。Aria & Caron 2019 に行われ、付属肢など詳細な構造が知られる M. plenovenatrix の記載以降では、本属は次の通り基盤的な鋏角類の一員として認められるようになった。

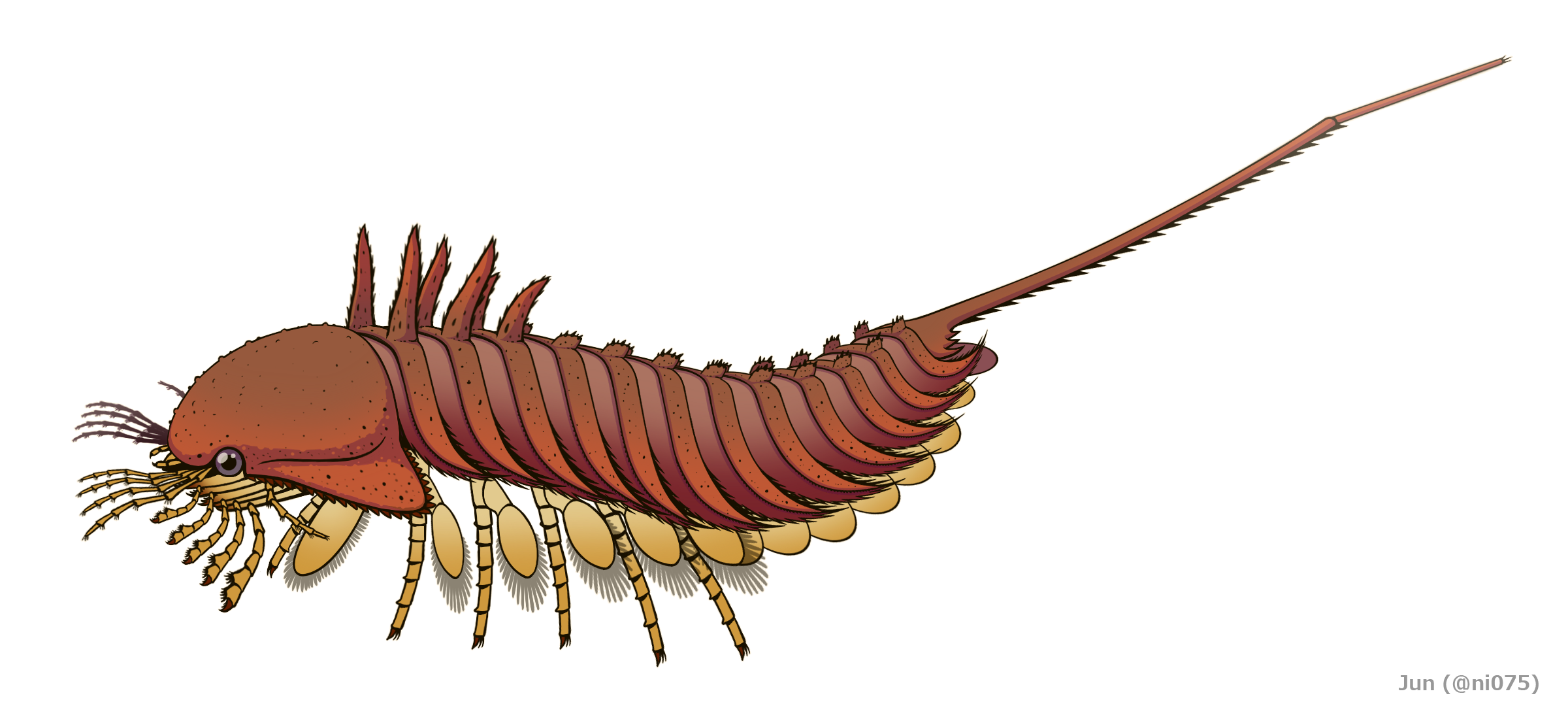
モリソニアより基盤的な鋏角類と考えられるハベリア。最初の付属肢は鋏角らしからぬ、摂食と歩行をそれぞれ頭部と胴部の付属肢で担う。
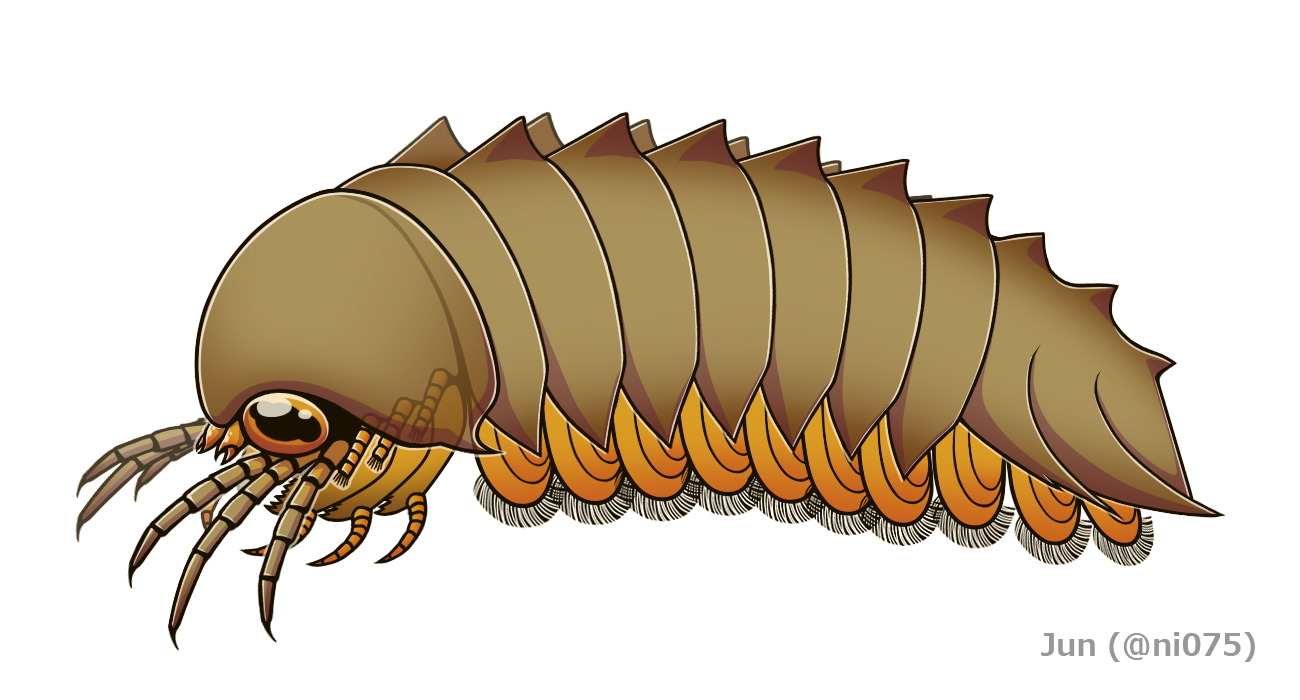
モリソニアは摂食を鋏角と第5-7頭部付属肢、歩行を第2-4頭部付属肢で担い、胴部の付属肢は書鰓的な構造をもつ。
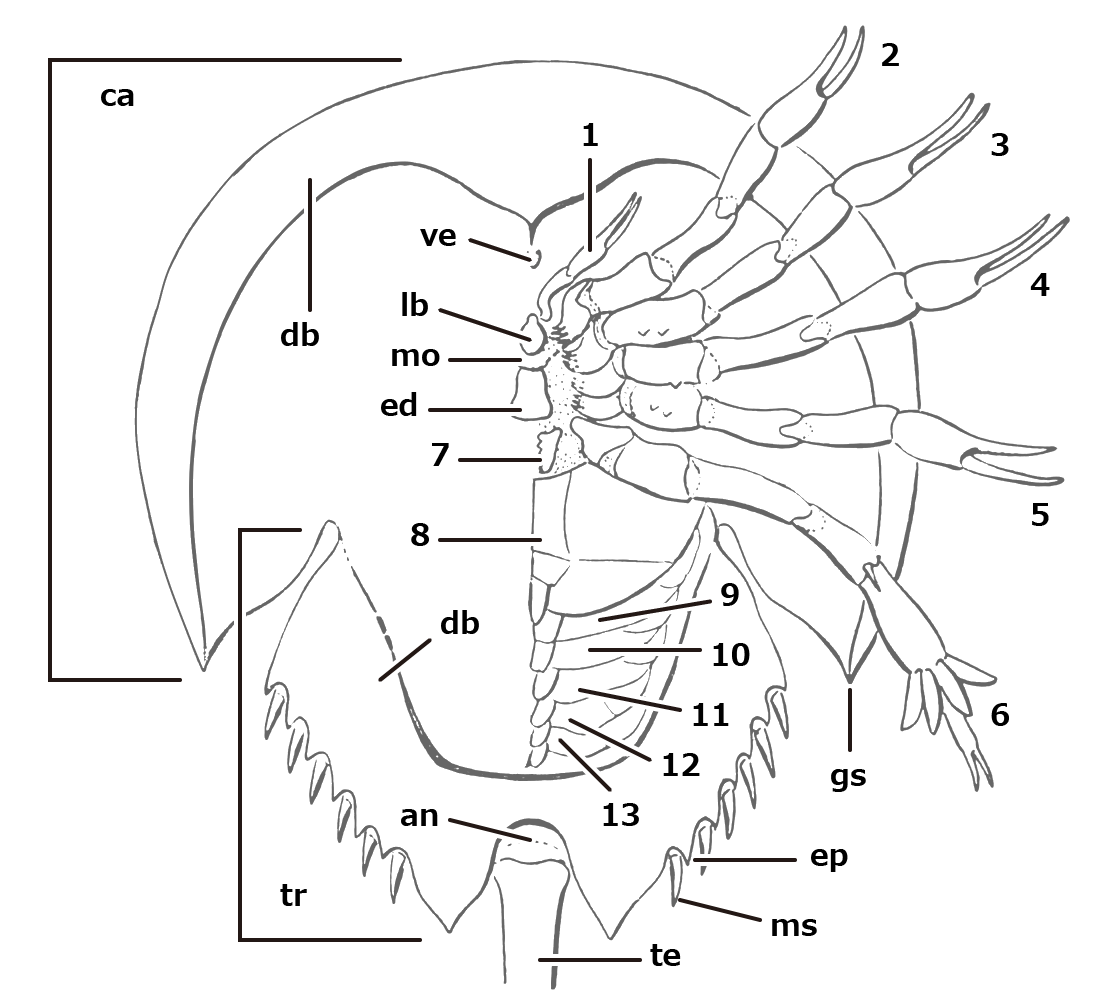
現生真鋏角類であるカブトガニ類の腹側。ほぼ全ての前体付属肢が摂食用の顎基をもつ歩脚（2-6）となり、後体は書鰓を有する蓋板（9-13）をもつ。

基盤的な鋏角類として有力視されるカンブリア紀の節足動物は、2010年代後期までハベリア、サンクタカリスなどのハベリア類（ハベリア目 Habeliida）が知られるが、この類の先頭の付属肢は鋏角といえるほどの構造ではなかった。そのため、モリソニアは真の鋏角をもつとされる初のカンブリア紀節足動物である。同時に、摂食と歩行の役割を担った頭部付属肢や書鰓的な構造をした胴部付属肢も見られ、モリソニアはハベリア類よりも真鋏角類に近い形質を出揃っていたとされる。これにより、モリソニアはハベリア類よりも真鋏角類の系統群（クラウングループ）に近い位置にあったと考えられる。本属の頭部付属肢と同形になった第7付属肢（本属の頭部最終の付属肢）も、真鋏角類の前体は祖先形質として先節と第1-6体節だけでなく、通常では後体第1節とされる第7体節をも含んでいたことを示唆する。また、本属は鋏角類であるにもかかわらず、視神経は甲殻類やフーシェンフイア類のように3つの神経網をもつことも、このような複雑な視神経は真節足動物の祖先形質であり、モリソニアより派生的な鋏角類の系統群で二次的に退化したことを示唆する。本属は頭部がメガケイラ類と真鋏角類に似た中枢神経系をもつことも、このような一見した単調な神経系は（真節足動物の祖先形質ではなく）鋏角類の派生形質だと示し、メガケイラ類と鋏角類の類縁関係にも裏付ける。
モリソニアはセリオペ（Thelxiope）やコーコラニア（Corcorania）と共にモリソニア科（Mollisoniidae）に分類され、これはさらにウロコディア（Urokodia）と共にモリソニア類（モリソニア目 Mollisoniida）にまとめられる。もし前述のモリソニア類からも上述の鋏角類的性質が確認できれば、モリソニアのみならず、モリソニア類全般的に鋏角類として認められるようになる。
2020年現在、モリソニア（モリソニア属 Mollisonia）は次の4種が正式に記載される。
- Mollisonia gracilis Walcott, 1912[3] (=Houghtonites gracilis Raymond, 1931[4][2])

カナダのバージェス頁岩から発見される 。
- Mollisonia sinica Zhang et al., 2002 [5]

中国の Kaili Formation から発見される。尾部は丸く、棘がない。体長1cm前後。
- Mollisonia symmetrica Walcott 1912 [3] (=Mollisonia? rara Walcott, 1912[2])

本属の模式種（タイプ種）。カナダのバージェス頁岩、およびアメリカの Spence Shale と Wheeler Shale から発見される。体長約8cm。
種小名「symmetrica」は「相称」の意。
- Mollisonia plenovenatrix Aria & Caron, 2019 [2]

カナダのバージェス頁岩から発見される。他の種に比べて体型はやや丈夫で、胴部の背側は2列の短い三角形突起が並んでいる。体長約2.5cm。
種小名「plenovenatrix」はラテン語の「plenus」（豊満）と「venatrix」（女狩人、女性狩猟家）の合成語で、丈夫な体型と捕食性とされることに因んで名付けられた。